# (27750) 1991 CW2
1991 سي دابليو 2 (ويعرف أيضًا باسم (27750) 1991 سي دابليو 2 وفق تسمية الكوكب الصغير) (بالإنجليزية: 1991 CW2)‏ هو كويكب ضمن حزام الكويكبات؛ وترتيبه 27750 من حيث الاكتشاف.
اكتُشف هذا الجُرم الفلكي بواسطة اليانور إف. هيلين في 14 فبراير 1991.

## وصلات خارجية
- (27750) 1991 CW2 في قاعدة بيانات مختبر الدفع النفاث لأجرام النظام الشمسي الصغيرة

- الاكتشاف · مخطط المدار ·  العناصر المدارية · المعلمات المادية

- (27750) 1991 CW2 على موقع ويكي سكاي: DSS2, SDSS, GALEX, IRAS, Hydrogen α, X-Ray, Astrophoto, Sky Map, Articles and images